# Pizzale

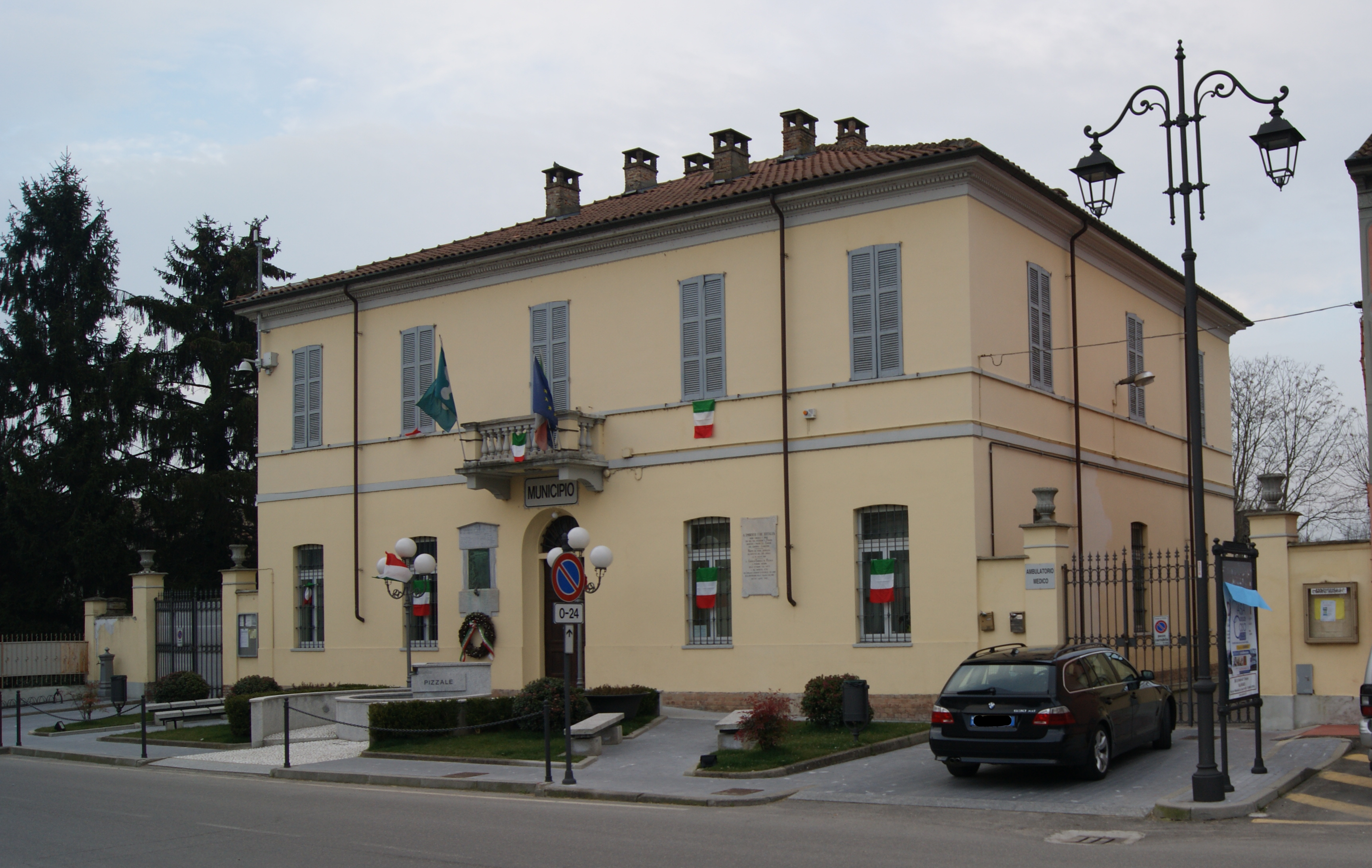
Rathaus von Pizzale

Pizzale ist eine norditalienische Gemeinde (comune) mit 686 Einwohnern (Stand 31. Dezember 2023) in der Provinz Pavia in der südwestlichen Lombardei. Die Gemeinde liegt etwa 18,5 Kilometer südwestlich von Pavia am Rande der Oltrepò Pavese.  

## Verkehr
Der Bahnhof Pizzale-Lungavilla liegt an der Bahnstrecke Mailand–Genua.